# Josceline Percy (11e comte de Northumberland)
Josceline Percy, 11e comte de Northumberland, est un aristocrate anglais né le 4 juillet 1644 et mort le 31 mai 1670.

## Biographie
Josceline Percy est le fils du comte de Northumberland Algernon Percy et de sa deuxième épouse Elizabeth, la fille du comte de Suffolk Theophilus Howard. Il succède à son père à sa mort, en octobre 1668, mais il lui survit moins de deux ans et meurt à l'âge de vingt-cinq ans en mai 1670. Comme il ne laisse pas d'héritier mâle, le titre de comte de Northumberland s'éteint, tandis que ses biens passent à sa fille Elizabeth.

## Mariage et descendance
Josceline Percy se marie le 23 décembre 1662 avec Elizabeth, la fille de Thomas Wriothesley, 4e comte de Southampton. Ils ont deux enfants :
- Henry (1668-1669) ;
- Elizabeth (1667-1722), épouse en premières noces Henry Cavendish (mort en 1680), puis en deuxièmes noces Thomas Thynne (mort en 1682), puis en troisièmes noces Charles Seymour.